# ناحية المعبدة
ناحية المعبدة ناحية إدارية سورية تتبع منطقة المالكية في محافظة الحسكة ومركزها بلدة المعبدة. أحدثت عام 2008م بقرار من وزارة الإدارة المحلية بفصلها عن ناحية مركز المالكية.

## قرى وبلدات الناحية

### أ
- أم التلول

### ب
- البتراء
- البستان
- بيت حنون

### ت
- تل أسود
- تل أعور
- تل أمية
- تل جمال
- تل حديد
- تل حمدان
- تل حمزة بك
- تل خردل
- تل خنزير تحتاني

- تل خنزير فوقاني
- تل الدرة
- تل الذهب
- تل زيارة
- تل ضيق
- تل عدس
- تل الفخار
- تل كرديم
- التلين

### ج
- الجابرية

### ح
- الحمام
- حلاق
- حياكة

### خ
- خراب أبو غالب
- خراب بنيان
- خربة عباس

### ر
- رميلان
- رميلان الباشا
- رميلان الشيخ

### س
- سبع جفار
- السعيدة
- سنجار
- سويدية تحتاني
- سويدية فوقاني

### ش
- شيخ ابراهيم

### ص
- الصالحية ( عبد الرزاق )

### ط
- الطبقة
- الطويبة
- الطليعة

### ف
- الفردوس
- الفداء

### ق
- قلعة الحصن
- قلقيلية

### ع
- العامرية
- عرعر جديد
- عرعور تحتاني
- عرعور فوقاني

### غ
- الغسانية

### ك
- الكوفة (طي)

### م
- المرتفعة
- المرجة
- المريجات
- المصطفاوية
- المصطفاوية الجديدة

### ن
- الناصرية (رميلان الباشا)
- الناصرية (تل جمال)
- نبع النبي
- النجف
- النجمة

### و
- وادي السوس
- الوفاء

### ي
- اليوسفية